# Scheldeprijs 2023
La Scheldeprijs 2023 fue la 111.ª edición de la Scheldeprijs.
El belga Jasper Philipsen se proclamó ganador de la prueba al imponerse al esprint.

## Equipos participantes
En la edición de 2023 participaron un total de 21 equipos, diez UCI WorldTour, diez equipos UCI ProSeries y un equipo Continental:
| WorldTeams (10)- Alpecin-Deceuninck - Astana Qazaqstan Team - Bora-Hansgrohe - Cofidis - Intermarché-Circus-Wanty - Soudal Quick-Step - Arkéa-Samsic - Team DSM - Team Jayco AlUla - Trek-Segafredo ProTeams (10)- Bingoal WB - Bolton Equities Black Spoke Pro Cycling - Human Powered Health - Israel-Premier Tech - Lotto Dstny - Q36.5 Pro Cycling Team - Team Corratec - Team Flanders-Baloise - Team Novo Nordisk - Uno-X Pro Cycling Team Equipo continental- Beat Cycling Club |
| |

## Clasificación final
- La clasificación finalizó de la siguiente forma:[2]

| \| Clasificación general \| Clasificación general \| Clasificación general \| Clasificación general \| Clasificación general \| \| Ciclista \| Ciclista \| Equipo \| Tiempo \| \| \| --------------------- \| --------------------- \| ------------------------ \| --------------------- \| --------------------- \| \| 1.º \| Jasper Philipsen \| Alpecin-Deceuninck \| 4 h 25 min 38 s \| \| \| 2.º \| Samuel Welsford \| Team DSM \| + 0 s \| \| \| 3.º \| Mark Cavendish \| Astana Qazaqstan Team \| + 0 s \| \| \| 4.º \| Dylan Groenewegen \| Team Jayco AlUla \| + 0 s \| \| \| 5.º \| Gerben Thijssen \| Intermarché-Circus-Wanty \| + 0 s \| \| \| 6.º \| Edward Theuns \| Trek-Segafredo \| + 0 s \| \| \| 7.º \| Max Walscheid \| Cofidis \| + 0 s \| \| \| 8.º \| Caleb Ewan \| Lotto Dstny \| + 0 s \| \| \| 9.º \| Itamar Einhorn \| Israel-Premier Tech \| + 0 s \| \| \| 10.º \| Giacomo Nizzolo \| Israel-Premier Tech \| + 0 s \| \| |                   |                          |                 |
| |                   |                          |                 |
| Fuente: ProCyclingStats |                   |                          |                 |
| Clasificación general |                   |                          |                 |
| Ciclista | Ciclista          | Equipo                   | Tiempo          |
| 1.º | Jasper Philipsen  | Alpecin-Deceuninck       | 4 h 25 min 38 s |
| 2.º | Samuel Welsford   | Team DSM                 | + 0 s           |
| 3.º | Mark Cavendish    | Astana Qazaqstan Team    | + 0 s           |
| 4.º | Dylan Groenewegen | Team Jayco AlUla         | + 0 s           |
| 5.º | Gerben Thijssen   | Intermarché-Circus-Wanty | + 0 s           |
| 6.º | Edward Theuns     | Trek-Segafredo           | + 0 s           |
| 7.º | Max Walscheid     | Cofidis                  | + 0 s           |
| 8.º | Caleb Ewan        | Lotto Dstny              | + 0 s           |
| 9.º | Itamar Einhorn    | Israel-Premier Tech      | + 0 s           |
| 10.º | Giacomo Nizzolo   | Israel-Premier Tech      | + 0 s           |

## Ciclistas participantes y posiciones finales
Convenciones:
- AB: Abandono
- FLT: Retiro por llegada fuera del límite de tiempo
- NTS: No tomó la salida
- DES: Descalificado o expulsado

## UCI World Ranking
La Scheldeprijs otorgó puntos para el UCI World Ranking para corredores de los equipos en las categorías UCI WorldTeam, UCI ProTeam y Continental. Las siguientes tablas son el baremo de puntuación y los diez corredores que obtuvieron más puntos:
| Posición              | 1.º | 2.º | 3.º | 4.º | 5.º | 6.º | 7.º | 8.º | 9.º | 10.º | 11.º | 12.º | 13.º | 14.º | 15.º | 16.º-30.º | 31.º-40.º |
| Clasificación general | 200 | 150 | 125 | 100 | 85  | 70  | 60  | 50  | 40  | 35   | 30   | 25   | 20   | 15   | 10   | 5         | 3         |

| Clasificación |                   |                          |         |
| Posición      | Ciclista          | Equipo                   | General |
| ------------- | ----------------- | ------------------------ | ------- |
| 1.º           | Jasper Philipsen  | Alpecin-Deceuninck       | 200     |
| 2.º           | Samuel Welsford   | DSM                      | 150     |
| 3.º           | Mark Cavendish    | Astana Qazaqstan         | 125     |
| 4.º           | Dylan Groenewegen | Jayco AlUla              | 100     |
| 5.º           | Gerben Thijssen   | Intermarché-Circus-Wanty | 85      |
| 6.º           | Edward Theuns     | Trek-Segafredo           | 70      |
| 7.º           | Caleb Ewan        | Lotto Dstny              | 60      |
| 8.º           | Max Walscheid     | Cofidis                  | 50      |
| 9.º           | Itamar Einhorn    | Israel-Premier Tech      | 40      |
| 10.º          | Giacomo Nizzolo   | Israel-Premier Tech      | 35      |